# Heidern
Heidern (ハイデルン Haiderun?) es un personaje ficticio de videojuegos creado por SNK. Aunque es más conocido como peleador en la serie King of Fighters, su primera aparición fue en varios cortes de escena en Ikari III: The rescue. Debutó como personaje jugable en The King Of Fighters '94 en el equipo brasileño junto con Ralf Jones y Clark Steel. Mientras que su aspecto puede ser intimidante, Heidern es realmente un individuo tranquilo que aprecia profundamente a sus subordinados. Heidern es el comandante de los Ikari Warriors, y emite órdenes a su hija adoptiva Leona Heidern y a su mejores soldados: Clark Steel, Whip, y Ralf Jones.

## Historia
En 1986 (ocho años antes de The King Of Fighters '94), Rugal Bernstein secuestro a su esposa Sandra y a su hija Clara, y lo retó a intentar rescatarlas. Heidern no tenía ninguna opción, él y sus hombres atacaron directamente a Rugal en su escondite: el inmenso Portaaviones Black Noah. Rugal asesinó a todos los hombres de Heidern el solo, y dejó a Heidern como último. Antes de que Rugal terminara con su vida, la familia de Heidern intervino, y se sacrificó para salvarlo. El incidente dejó a Heidern solo, y sin un ojo. Después de esto, la única misión de Heidern era buscar venganza.
Heidern encontró a Leona, como la única sobreviviente de una aldea destruida, una que ella misma destruyó durante una pesada misión en una selva desconocida. Él le hizo muchas preguntas, pero Leona no contestó ninguna. Al percatarse que era inútil seguir haciendo preguntas, Heidern decidió llevarla consigo a la base por el momento, hasta que pudiera enviarla a un orfanato. En una ocasión, cuando Heidern volvía de una misión, vio como Leona subía a un árbol muy alto solo con las manos. Sorprendido con esta exhibición de energía, pensó que sería mejor que la chica permaneciera con él y entrenarla como soldado. Inmediatamente, Leona comenzó su entrenamiento bajo órdenes de Heidern. Aprendió todas las técnicas de Heidern, debido a su capacidad increíble de cortar con sus manos. Heidern se sorprendía del progreso de Leona; era como si ella hubiera nacido para luchar. Heidern ama a Leona como su hija y, si bien la actitud de ambos aparenta ser totalmente profesional, se cuidan profundamente uno a otro.
Después de restablecer a su equipo, los Ikari Warriors, fue en busca de Rugal a conseguir su venganza.
Él es el creador de su propia arte marcial, que implica el corte con el uso de sus guantes afilados, que parecen guardar explosivos y una especie de generador de energía.
Junto a Ralph Jones y Clark Steel entran en el torneo del año 1994 para encontrar a Rugal Bernstein. Ante la explosión del Blacknoah, Heidern y sus hombres lo dan por muerto, pero Heidern sospecharía de la aparente muerte de Rugal hasta el año 1995 en el que se confirma que el magnate del crimen seguía vivo. Tras eso, Heidern regresaría en el torneo de King of Fighters para llegar a Rugal, junto con Ralph y Clark derrotan al equipo de Japón y posteriormente le da muerte a Rugal. Heidern se retira de las peleas, su venganza se había cumplido y su familia descansaría en paz.
En los siguientes años Heidern es sustituido por su hija Leona, él seguiría de cerca los eventos tomados en los torneos organizados por Chizuru Kagura sin entrar a fondo en el tema Orochi.
En el año 1999 Heidern recluta a Whip quien se uniría a los Ikari Warriors. Él desde su base rastreaba y tomaba control sobre su equipo y descubre un intento de conquista mundial de parte de Krizalid usando cientos de clones de Kyo Kusanagi. Heidern localiza los clones y los neutraliza. Posteriormente, recogería el cadáver de Krizalid y empezaría una investigación contra el cartel NESTS.
Durante el año 2000 él trabajó junto a su amigo cercano y segundo al mando Ling, pero este lo traiciona en medio del torneo y lo toma prisionero. Heidern descubre que Ling fue asesinado por Clone Zero y este tomó su apariencia para pasar inadvertido clonando a Ling para ayudarlo a activar el cañón Zero; justo antes de que Clone Zero activara el cañón, Heidern asesina al clon de Ling para evitar una tragedia mayor. Su impotencia fue grande al ver la ciudad de Southtown destruida y encontrar a Clone Zero muerto y los datos del proyecto tomados por alguien más.
En el año 2001, dada la destrucción de Southtown, regresa a la lucha junto a su equipo y es derrotado por el grupo de K'. Después, él y otros luchadores del torneo lucharían para detener a Igniz en su intento de convertirse en un dios.
Al caer NESTS, Heidern investigaría a alguien llamado Adelheid y Rose y algo relacionado con el Skynoah. Tras el torneo del año 2003 Heidern descubre que ellos son los hijos del fallecido Rugal Bernstein enterándose, además, de que Leona sufrió un ataque del disturbio de la sangre; al regresar Whip a su equipo la envía nuevamente junto a Ralph y Clark para averiguar más sobre Mukai y sus intenciones sobre Orochi.
En el KOF XI llega a enviar a Ralf, Clark y a Whip, nuevamente integrada al grupo, para ayudarles a investigar quién estaba detrás del torneo. En el final del torneo, Ralf, Clark y Whip llegan a llevarle a Heidern el cuerpo de Magaki, que fue traicionado por la misma Shion al no permitirle huir por el agujero de la dimensión a donde quería escapar, en una nave en altamar llamada Grigs el cual, descubrieron que el cadáver no es humano. Llegan a mostrar en público el cuerpo de Magaki que procederían a examinar, pero de repente, hubo un apagón, se le aparecen unas personas extrañas una llamada Shroom y una niña pequeña llamada Rimelo que se le aparece en frente y la ataca quitándole el parche, después se llevan el cuerpo de Magaki y al mismo tiempo, hundiendo la nave que lo transportaba el cuerpo desapareciendo de ellos. Después, llegando en un helicóptero Seth, Vanessa, Mary y Ramon son reclutados para la siguiente misión que darían testimonio de cómo derrotaron a Shion y Magaki.
Nuevamente en el KOF XIII enviaría a Clark a Ralf permitiendo nuevamente a Leona a participar en el torneo ya que una vez más irían a investigar quien era el que estaba detrás del torneo, mientras Heidern estaba investigando los fenómenos extraños que llegaban a pasar durante el torneo. Junto con sus hombres llegaron a notar que algo extraño había pasado y estaban investigándolo pero después del torneo descubren que se trataba nuevamente de algo relacionado con el poder Orochi. Tras la batalla de KOF, Heidern les asignó a Seth, Vanessa, Mary y Ramon una misión en búsqueda del clan de Orochi y a Ash Crimson infiltrándose en el estadio.
Heidern es informado por Adelheid de una instalación subterránea donde se realizará un ritual. Estando el equipo de Seth ahí, encuentran una máquina recopiladora de energía que abre fisuras espacio-tiempo, enfocándo todo a Ash Crimson.
Regresa a The King of Fighters XIV como el sexto personaje DLC en el paquete 2. También aparece en los finales del Ikari Team y K' Team.

En The King of Fighters XV está presente en la entrega oficial, formando equipo con las chicas nuevas: Isla y Dolores. Juntos conforman el Team Rival.

## Aparición en juegos
- Ikari III: The Rescue (1989) — Aparece en cortes de escena.
- The King of Fighters '94 (1994)
- The King of Fighters '95 (1995)
- The King of Fighters '98 (1998)
- SNK vs. Capcom: Card Fighters Clash (1999)
- The King of Fighters 2000 (2000) — Aparece como striker de Whip.
- SNK vs. Capcom: Card Fighters 2 Expansion Edition (2000)
- The King of Fighters 2001 (2001)
- The King of Fighters '94 Re-bout (2004)
- The King of Fighters '98: Ultimate Match (1998)
- King of fighters 2002 UM (2009)
- The King of Fighters XIV (2016) Como personaje descargable.
- The King of Fighters XV (2021)